# Johannes Hohl

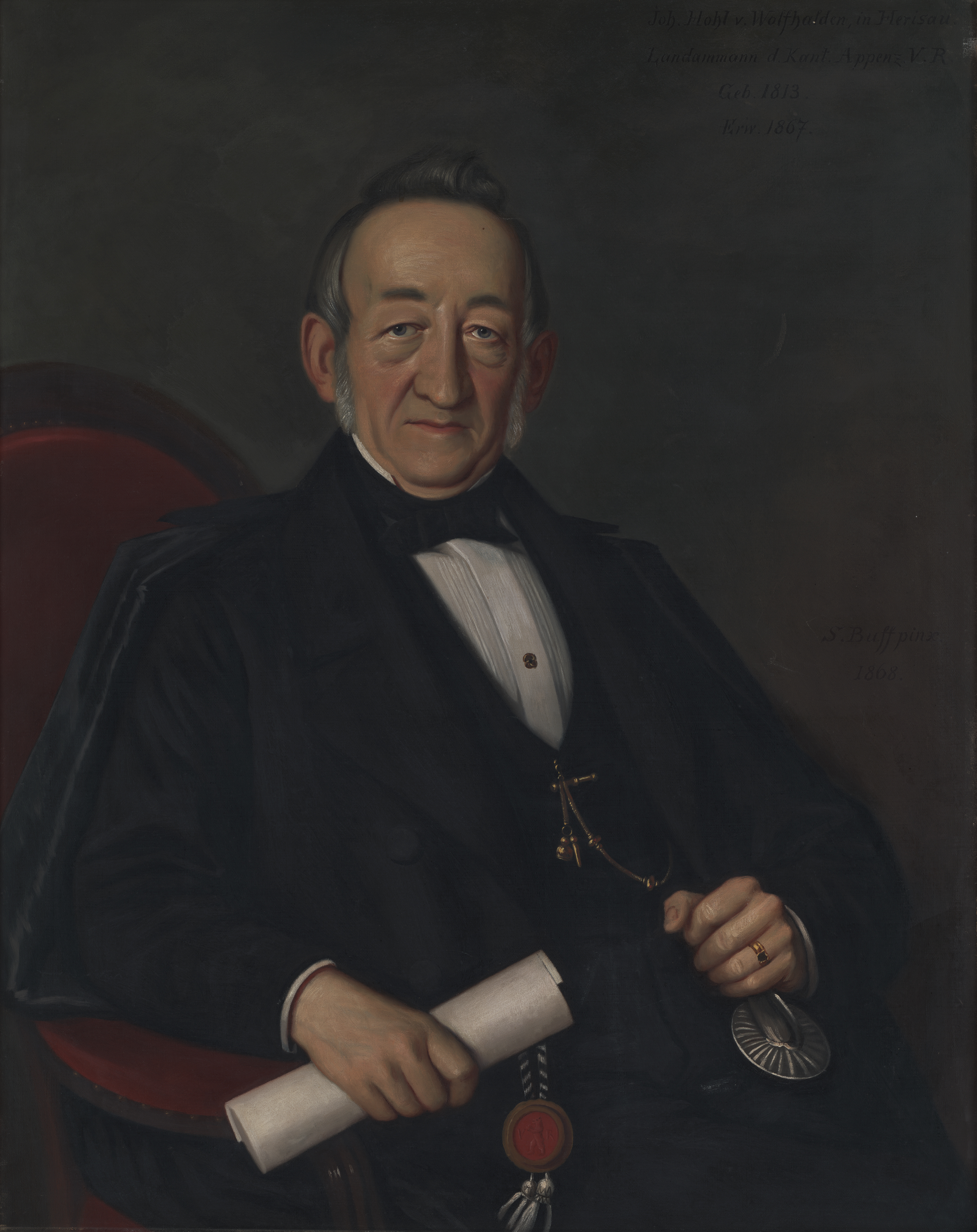
Johannes Hohl, Landammann von Appenzell Ausserrhoden, Gemälde von Sebastian Buff (1868)

Johannes Hohl (* 23. Februar 1813 in Wolfhalden; † 27. Juni 1878 in Basel; heimatberechtigt in Wolfhalden) war ein Schweizer Kantonspolizeidirektor, Kantonsrat, Landammann, Nationalrat und Ständerat aus dem Kanton Appenzell Ausserrhoden. 

## Leben
Johannes Hohl war ein Sohn von Johannes Hohl und Anna Niederer. Im Jahr 1857 heiratete er Anna Elisabeth Bachmann, Tochter von Joachim Bachmann, Kantonsrat, und Witwe von Matthias Oertli, Bäcker und Wirt.
Im Jahr 1832 besuchte er die Erziehungsanstalt Bandlin in Yverdon. Seine Ausbildung brach er krankheitsbedingt ab. Von 1835 bis 1839 arbeitete er als Kanzlist der Bezirksschreiberei Waldenburg. Von 1839 bis 1847 war er Aktuar der kantonalen Verhörkommission und Kantonsarchivar in Appenzell Ausserrhoden. Von 1845 bis 1847 war er Sekretär der Landespolizei. 
Von 1847 bis 1865 amtierte er als Landschreiber, Kantonspolizeidirektor und Aktuar verschiedener Regierungskommissionen. Von 1859 bis 1871 sass er im Grossrat und ab 1859 bis 1861 im Revisionsrat. Von 1866 bis 1868 versah er das Amt des Landesstatthalters und des Ständerats. Von 1869 bis 1871 amtierte er als Ausserrhoder Landammann. Ab 1869 bis 1873 war er freisinniger Nationalrat (in der Bundesversammlung zur Linken gehörig). Von 1870 bis 1872 war er Mitglied der Kommission zur Totalrevision der Bundesverfassung. Von 1866 bis 1871 stand er als Direktor der privaten Bank für Appenzell Ausserrhoden vor. Er demissionierte wegen Verdachts auf unregelmässige Geschäftsführung. Von 1871 bis 1873 war er Privatier und Bezirksrichter in St. Gallen.